# Сырых, Владимир Михайлович
Влади́мир Миха́йлович Сыры́х (род. 27 июля 1941 года, Крутихинский район Алтайского края, РСФСР, СССР) — советский и российский правовед, специалист по теории права и государства, социологии права, правовым проблемам образования. Доктор юридических наук (1995), профессор, заслуженный деятель науки Российской Федерации. Индекс Хирша — 16.

## Биография
Окончил Новосибирский факультет Свердловского юридического института в 1965 году и аспирантуру Всесоюзного юридического заочного института в 1969 году.
В 1970 году под научным руководством доктора юридических наук, профессора А. М. Васильева защитил диссертацию на соискание учёной степени кандидата юридических наук по теме «Структура, система, генезис как элементы исторического и логического методов познания права».
С 1970 по 2001 год трудился в Институте законодательства и сравнительного правоведения при Правительстве РФ, в том числе с 1992 года — в должности заведующего отделом социологических проблем реализации законодательства.
В 1995 году защитил диссертацию на соискание учёной степени доктора юридических наук по теме «Метод общей теории права».
С 2001 года — заведующий отделом теории и истории права и судебной власти Российского государственного университета правосудия.

## Семья
Дочь Елена — кандидат юридических наук, доцент РГУП.

## Научная деятельность
В круг научных интересов профессора В. М. Сырых входят как проблемы собственно теории (в особенности — методологии) права, так и вопросы социологии права, образовательного права и некоторые проблемы истории права. Разрабатывает материалистическую теорию права.
Так, В. М. Сырых полагает, что образовательное право должно рассматриваться как самостоятельная отрасль права. Он активно участвовал в разработке проекта Кодекса РФ об образовании, который не был принят.
Является автором более 150 научных трудов по вышеозначенным вопросам юриспруденции, в том числе 10 монографий.

## Научные труды

### Монографии
- Метод правовой науки: основные элементы и структура. — М.: Юридическая литература, 1980. — 176 с.
- Основы правоведения: Учебное пособие: Для лиц, поступающих на юрид. фак. вузов; для студентов высш. и сред. образоват. учреждений, изучающих основы гос-ва и права; для преподавателей граждановедения; для всех, кто интересуется вопр. права. — 2. доп. изд. — М. : Былина, 1998. — 231 с. ISBN 5-88528-252-8
- Законодательная техника (М., 2000, в соавт.);
- Теория государства и права: учебник для студентов вузов, обучающихся по специальности «Юриспруденция». М., 2000.
  - 4-е изд., стер. — М. : Юстицинформ, 2005. — 703 с. (Учебник) ISBN 5-7205-0510-5 ;
  - 6-е изд., перераб. и доп. — М. : Юстицинформ, 2012. — 703 с. (Серия. Образование) ISBN 978-5-7205-1094-7
- Логические основания общей теории права. В трёх томах: Том 1. Элементный состав. — М.: 2000. Том 2. Как написать диссертацию. — М.: 2004. Том 3. Современное правопонимание. — М., 2007;
- Образовательное право как отрасль российского права. — М. : Исслед. центр проблем качества подгот. специалистов, 2000. — 135 с.
- Введение в теорию образовательного права. — М., 2002;
- Социология права. — М.: 2002, 2003, 2004 (в соавт.);
- Н. В. Крыленко как идеолог советского правосудия. — М., 2003;
- История государства и права России: учебное пособие. — 2-е изд., испр. и доп. — М.: Эксмо, 2007. — 462 с. (Российское юридическое образование) ISBN 978-5-699-23411-0
- Материалистическая теория права: избранное. Т. 1-3: Элементарный состав ; Сущность права ; Действительность частного (позитивного) права. — М. : Российская акад. правосудия, 2011. — 1259 с. : табл. + 1 электрон. опт. диск (CD-ROM). ISBN 978-5-93916-302-6; Т. 4: Действительность индивидуального права. М. : Российская акад. правосудия, 2014. — 419 с. ISBN 978-5-93916-411-5
- История и методология юридической науки: учебник по программам магистерской ступени образования. — М.: Норма : ИНФРА-М, 2012. — 463 с. ISBN 978-5-91768-299-0
- Подготовка диссертаций по юридическим наукам: настольная книга соискателя. — М.: РАП, 2012. — 499 с. (Methodice) ISBN 978-5-93916-300-2
- Социология права. — М.: Юстиция, 2016. ISBN 978-5-4365-0257-1
- Материалистическая философия публичного права. — М.: Юрлитинформ, 2016. — 574 с. (Теория и история государства и права) ISBN 978-5-4396-1100-3, 3000 экз.
- Неизвестный Ленин: теория социалистического государства (без пристрастия и подобострастия). — М.: Юрлитинформ, 2017. — 516 с. (Теория и история государства и права) ISBN 978-5-4396-1330-4, 3000 экз.
- «Красный террор: каноны библейские, да исполнение плебейское» (М., 2018);
- Сырых В. М.. Барабанова С. В. и др. «Гармонизация образовательного права России: проблемы теории и практики» (М., 2019);
- Сырых В. М.. Боголюбов С. А. и др. «Российское законотворчество 1920-х годов». Сер. Теория и история государства и права.(М., 2019).

### Статьи
- Syrykh V. M. Why the Law is Equivalent and, as a Rule, Injustice = Почему право является эквивалентным и, как правило, несправедливым // Journal of Siberian Federal University. Humanities & Social Sciences. — Krasnoyarsk: Siberian Federal University, 2017. — Т. 10, № 4. — P. 598—605. — doi:10.17516/1997-1370-0069.

## Оценки
Кандидат юридических наук, ведущий научный сотрудник отдела законотворчества и систематизации законодательства Отдела законотворчества и систематизации законодательства Института законодательства и сравнительного правоведения при Правительстве РФ Г. Т. Чернобель отмечает, что «В. М. Сырых лишён отталкивающего преклонения перед авторитетами (локальными и общепризнанными), любит аргументированно поспорить (без наклеивания оскорбляющих ярлыков, постыдной ругани), что заряжает его работы особой полемической энергетикой, не дающей теоретической мысли „спать“, порождающей интересные научные обобщения».

## Награды
- Заслуженный деятель науки Российской Федерации (2007 год).[5]